# Soto de Valderrueda
Soto de Valderrueda es una localidad española del municipio de Valderrueda, en la provincia de León, comunidad autónoma de Castilla y León.
La iglesia está dedicada a La Degollación de San Juan Bautista.

## Localidades limítrofes
Confina con las siguientes localidades:
- Al norte con Valderrueda.
- Al noreste con Villacorta.
- Al sureste con Cegoñal.
- Al suroeste con Puente Almuhey.
- Al oeste con Taranilla.

## Demografía
Evolución de la población
| Gráfica de evolución demográfica de Soto de Valderrueda entre 2000 y 2021 |
|                                                                           |
| Población de derecho (2000-2021) según el padrón municipal del INE        |

## Historia
Así se describe a Soto de Valderrueda en el tomo XIII del Diccionario geográfico-estadístico-histórico de España y sus posesiones de Ultramar, obra impulsada por Pascual Madoz a mediados del siglo XIX:

Lugar en la provincia y diócesis de León, partido judicial de Riaño, audiencia territorial y capitanía general de Valladolid, ayuntamiento de Morgovejo; Situado en terreno llano cercado de cerros en las inmediaciones del río Cea; su clima es frío, pero sano. Tiene 32 casas, escuela de primeras letras; iglesia anejo de Taranilla, dedicada a San Juan Bautista, una capellanía de sangre sin residencia y con cargo de misas, y buenas aguas potables. Confina con Villacorta, Valderrueda y la matriz. El terreno es de mediana calidad, y le fertilizan las aguas de un arroyo que baja de Guarda. Los caminos dirigen a los pueblos limítrofes y al que va a Asturias. Producciones: granos, legumbres, lino y pastos; cría ganados y alguna caza. Población: 32 vecinos, 119 almas. Contribución: con el ayuntamiento.
Diccionario geográfico-estadístico-histórico de España y sus posesiones de Ultramar